# Steinkreis

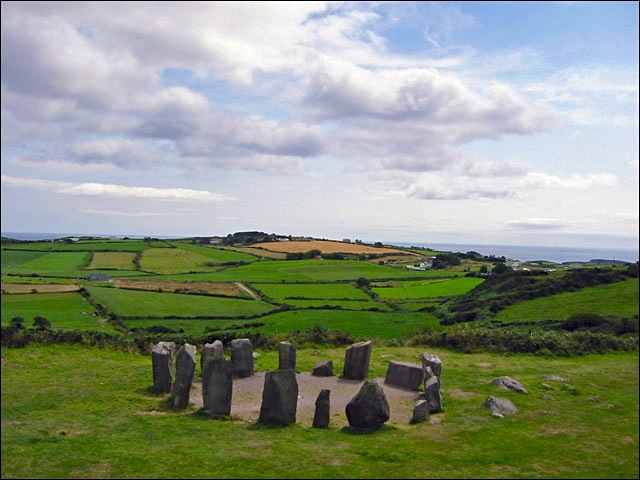
Steinkreis von Drombeg, County Cork, Irland

Ein Steinkreis (auch -ring oder -tanz) ist eine rundliche Anordnung von aufrecht stehenden (oder liegenden) Steinen, die nicht als Einfassung dient. Sie schließen zumeist nichts ein und können in der Regel von allen Seiten betreten werden. Der walisische Begriff Cromlech, der baskische Harrespil (plur. harrespilak) und der skandinavische Begriff Domarring sind etwas weiter gefasst.
Kreisförmig gesetzte große Steine wurden auch als Einfassung von Dolmen, Grabhügeln, Tor-Cairns oder ähnlichen Strukturen verwendet. Manche Henges, darunter Avebury und der Ring von Brodgar, weisen Steinkreise auf, werden aber nicht als Steinkreis bezeichnet.
Die ältesten Kreise sind die etwa 175.000 Jahre alten, von Neandertalern erstellten Steinkreise in der Höhle von Bruniquel in Frankreich.

## Verbreitung
In der mittleren Steinzeit wurden innerhalb von Europa nach Schätzungen mehrere Tausende Steinkreise errichtet. Viele davon sind mit der Zeit verschwunden, z. B. durch Verwitterung oder Moorbildung, andere wurden als Material genutzt. Heute sind nur noch wenige 100 erhalten.

### Steinkreise der Britischen Inseln

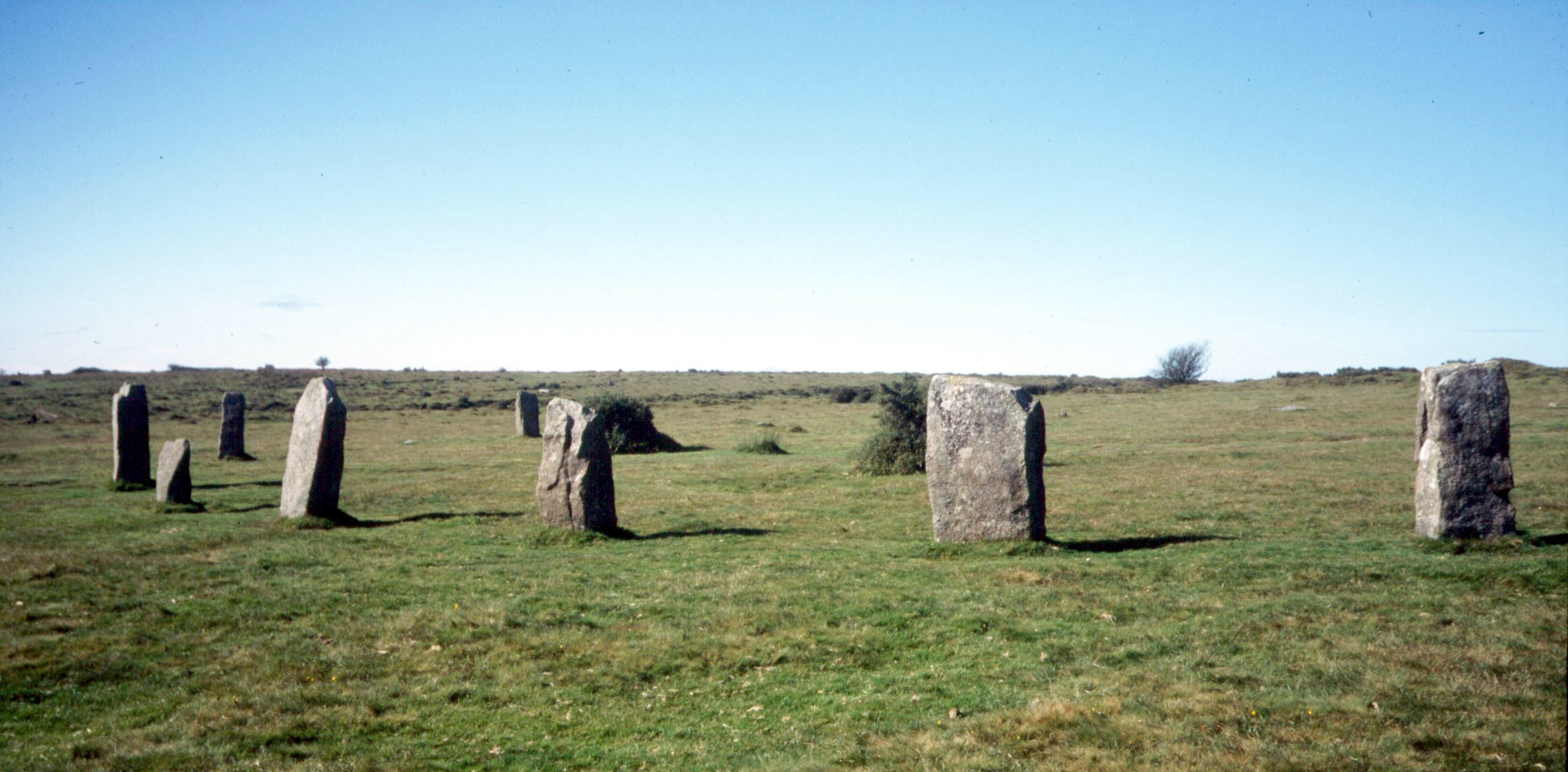
„The Hurlers“, Nordkreis, Liskeard, Cornwall

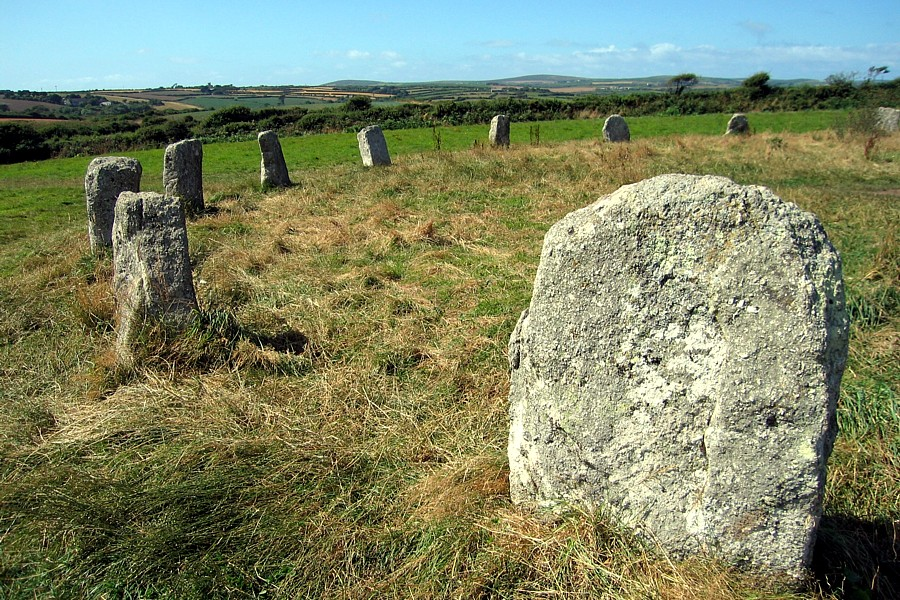
Merry Maidens, Cornwall

Die überwiegende Mehrheit der Steinkreise liegt auf den Britischen Inseln. Eine systematische Aufstellung legte John Barnatt vor. Aubrey Burl listet in Großbritannien, Irland und der Bretagne (Frankreich) 1.303 Steinkreise auf. Die meisten befinden sich in Schottland (508). Es gibt auf der Insel Irland 343; 316 in England; 81 in Wales; 49 in der Bretagne (Frankreich); und sechs auf den Kanalinseln. Die Formen variieren vom regelmäßigen Oval über die Eiform zur abgeflachten Version. In keine dieser Kategorien passt der Vier-Pfosten-Steinkreis.
Steinkreise häufen sich insbesondere in Cornwall, in Nordirland und Irland (im County Cork) und am River Dee in Schottland. Aubrey Burl (1926–2020) vertrat die Auffassung, dass Steinkreise eine britische Erfindung seien. Manche Forscher halten sie für eine Umsetzung der in den Lowlands verbreiteten, aus hölzernen Pfählen gestalteten Henges (Woodhenge oder Timber Circle), in die mit lithischen Ressourcen ausgestatteten Regionen. Es gibt eine nord-süd verlaufende Zone, in der sowohl Henges als auch Steinkreise vorkommen. Neun der 13 größten britischen Steinkreise liegen in dieser Überlappungszone. Steinkreise entstanden zwischen 2100 und 700 v. Chr., also im ausgehenden Neolithikum und der Bronzezeit. Auf den Kanalinseln befinden sich zwölf Steinkreise.
Die Höhe der Steine liegt zwischen etwa 0,3 und über 3,0 Metern und kann im selben Kreis variieren.

### England
Auf der Hauptinsel war nach Ansicht von A. Burl der Lake District das Entstehungszentrum der megalithischen, etwa 30 m weiten Steinkreise (Castlerigg), die etwa gleich alt sein sollen wie die Stones of Stenness (auf Orkney), für die eine 14C-Datierung auf 3040 v. Chr. vorliegt. Allgemein wird anhand der Datierung der dort gefundenen „Great-Langdale-Beile“ eine Entstehung um 3400 bis 3200 v. Chr. angenommen. Der bekannteste dieser Steinkreis ist Mitchell’s Fold in Shropshire. In Cornwall befinden sich die u. a. Merry Maidens und The Hurlers. Daneben gibt es, primär in Wales, die „umwallten Steinkreise“ (engl. Embanked Stone Circle) und die Ring Cairns.

### Schottland
Steinkreise liegen auf Talsohlen, auf Flussterrassen, auf niedrigen Pässen und in der Nähe von Gewässern. Der stark zerstörte Steinkreis von Lochmaben bei Gretna Green konnte auf 3275 v. Chr. datiert werden. In Cumbria ergeben sich durchschnittliche Durchmesser von 37 m bei Steinkreisen, während sie für Henges 73 m betragen. Später wurden die Kreise größer und 14 von ihnen haben mehr als 61 m Durchmesser.
Die Steinkreise von Callanish gehören zur größten heute bekannten Megalithformation auf den Britischen Inseln. Sie liegen auf der Isle of Lewis auf den Äußeren Hebriden.
Am River Dee stellen die „Recumbent Stone Circles“, die liegenden Steinkreise, eine eigene Gattung dar. Ein Beispiel dafür ist Nine Stanes. Ihre Besonderheit ist, dass der Kreis aufrechter Steine an einer Stelle durch einen Altarstein unterbrochen wird, der waagerecht liegt und eng von zwei oft hornartig zugespitzten Steinen flankiert wird. Verbreitet ist die abgewandelte Sonderform auch mit wenigen Exemplaren in Irland.
Perthshire ist Hauptverbreitungsgebiet der kleinen Four Post Stone Circles (z. B. Goatstones), die aber auch am River Dee vorkommen (Steinkreis von Aboyne). Five Stanes liegt in den Scottish Borders.

### Irland

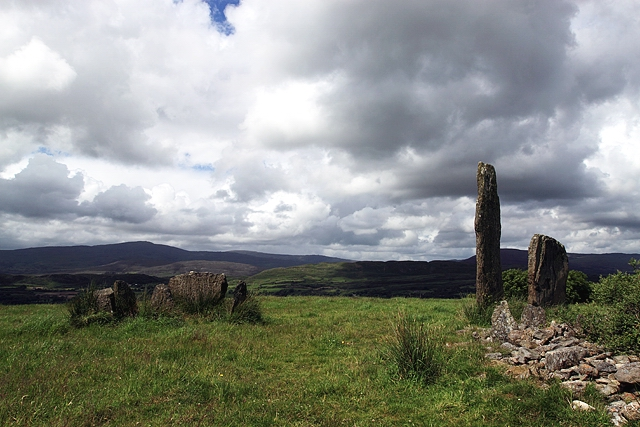
Steinkreis von Kealkil – mit Ausreißern und dem Cairn mit radialen Steinsetzungen (im Vordergrund rechts)

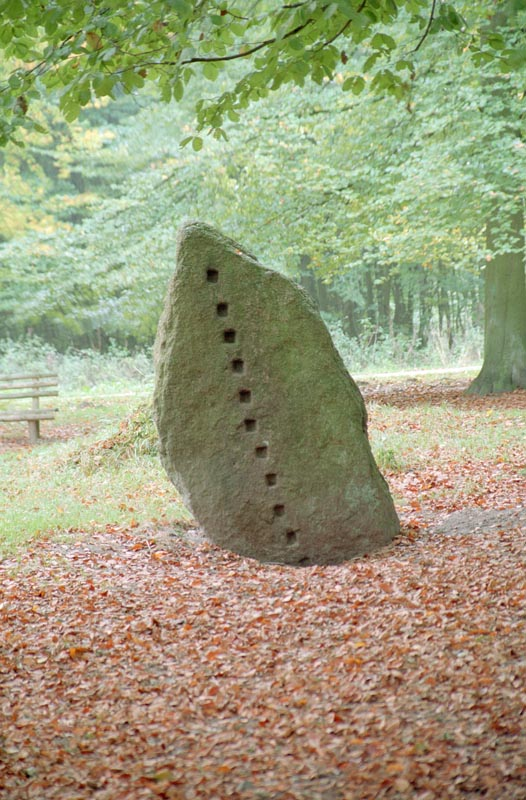
Brautlade Boitin Mecklenburg

Seán Ó Nualláin unterscheidet vier lokale Gruppen:
- Cork-Kerry-Series (107)
- Eastern Circles (10)
- Western Circles (9)
- Ulster series (über 70, in Nordirland)

Die ältesten bekannten Ringe stammen aus der irischen Bronzezeit, die etwa 2000 v. Chr. begann. Es sind die Steinkreise von Beaghmore (1600 v. Chr.) in der Nähe von Cookstown (Ulster, Nordirland). Sie bestehen zum Teil aus Hunderten manchmal nur kopfgroßen Steinen, sind also weitgehend amegalithisch. Die Beaghmore-Kreise berühren sich. Sie waren vor ihrer Entdeckung von Hochmoor überwachsen.
Die irischen Steinkreise haben Durchmesser zwischen drei und 60 Metern und konzentrieren sich in den Grafschaften Tyrone (Nordirland) und Cork, wo der eisenzeitliche Drombeg Stone Circle der besterhaltene und der Steinkreis von Templebryan North einer der größeren ist. In den kreisarmen Regionen im Westen und Osten der Insel ragen unter den 19 Kreisen diejenigen am Lough Gur (Steinkreis von Grange) im County Limerick, die Steinkreise von Glebe im County Mayo und die Pipers Stones im County Wicklow heraus. Manche sind von Wall und Graben umgeben. Sie können Boulder Burials, einen Menhir, aber auch Passage Tombs umschließen.
Die Kreise in Ulster liegen auf dem Plateau südlich der Sperrin Mountains, sind im Durchmesser größer, die Steine selbst sind allerdings zumeist kleiner und nur selten höher als einen Meter. Die Ulsterkreise kommen oftmals in Moorgebieten und als Gruppe vor und werden von Menhiren oder Alignements begleitet. Die größten Steinkreise sind Grange (113 Steine 48 m Durchmesser) im County Limerick und Beltany tops (64 von 100 Steinen sind vorhanden 44 m Durchmesser) mit den Überresten eines Cairns im Zentrum.

### Five-stone-circle

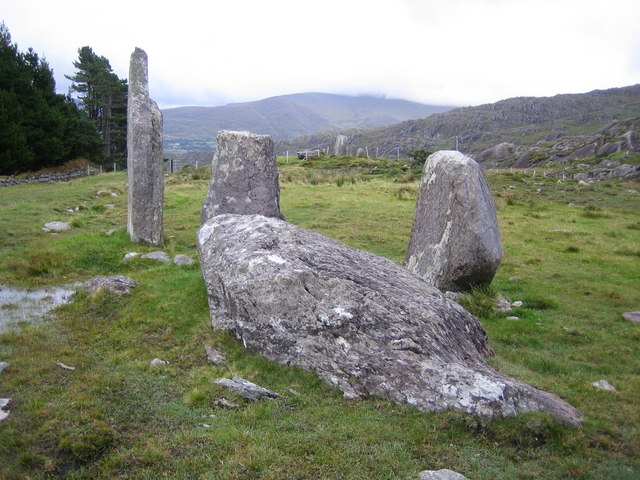
Cashelkeelty West

Im County Cork konzentriert ist eine Gruppe von eher unscheinbaren kleinen Steinkreisen (z. B. Carrigagulla, Cullomane, Glanbrack), die als Five-stone-circle bekannt wurden. Die Form wird aber auch im County Kerry (Cashelkeelty) und auf der britischen Hauptinsel (Druid’s Circle, Five Stanes bei Jedburgh) angetroffen. Eine andere Gruppe wird als radial-stone cairns (Kealkill, Knocknakilla, Knockraheen 1) bezeichnet, weil die Steine mit ihrer Schmalseite zum Mittelpunkt zeigen.

### Schweden und Norwegen
Domarring (deutsch „Richterring“) ist die schwedische Bezeichnung für einen Steinkreis (norwegisch Steinsirkler). Mårten Stenberger (1898–1973) rechnete diese Fundgattung zu den Schiffssetzungen. Sie kommen zahlreich in vielen südschwedischen Provinzen und besonders häufig in Västergötland vor. Die meisten findet man in den Regionen Jönköpings län und Skaraborgs län. Etwas mehr als 50 sind in Norwegen belegt (Gräberfeld von Istrehågan, Stoplesteinan, Zwölfsteinring von Moelv). Der Begriff „Domarring“ ist auf frühere Zeiten zurückzuführen. Man assoziierte die Kreise mit der Rechtsprechung und dachte, dass eine bestimmte ungerade Zahl von Richtern in den Kreisen Urteile sprachen.
Meist bestehen sie aus fünf, sieben, neun oder zwölf mittelgroßen Feldsteinen oder Findlingen, die, mit größeren Zwischenräumen, kreisförmig angeordnet sind und einzeln oder in kleineren Gruppen beisammenliegen. Der größte Ring liegt auf dem Gräberfeld von Blomsholm. Er hat 33 m Durchmesser und besteht aus zehn Steinen. Es gibt Kreise mit mehr als 30 Steinen.

### Kontinentales Europa

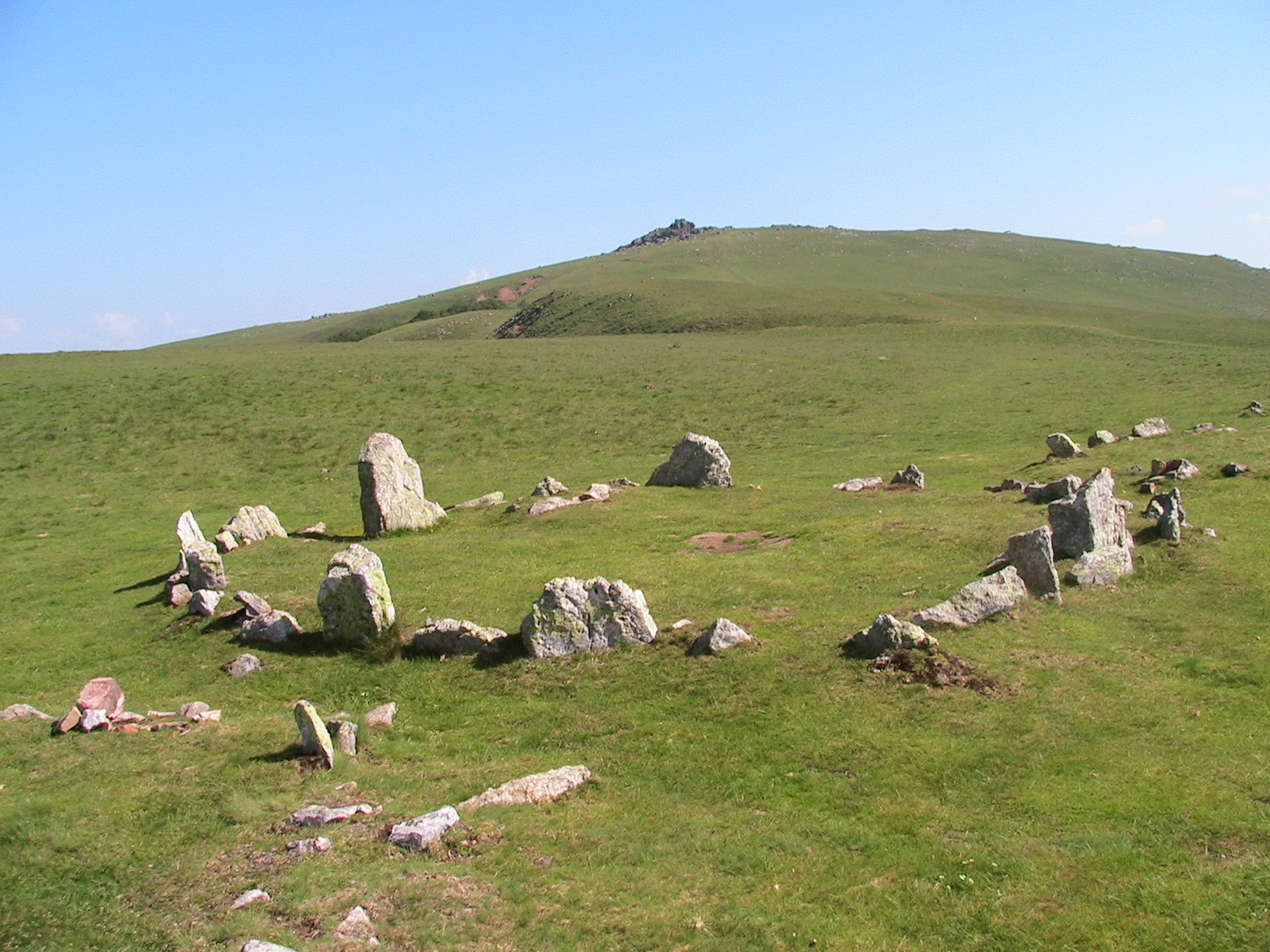
Harrespil Okabe, bei Lecumberry (Pyrénées-Atlantiques)

In beschränkter Anzahl kommen Steinkreise in der Bretagne (Er Lannic), im Midi (hier heißen einige auf Baskisch Harrespil) und auf der Iberischen Halbinsel (Almendres, Portela de Mogos) vor. Burl datiert den Steinkreis von Er-Lannic wegen der im nördlichen Kreis gefundenen Conguel-Keramik ins Endneolithikum.
Jüngere Steinkreise finden sich in der Schweiz und in Skandinavien. In Schweden wird diese, im Norden am stärksten verbreitete Gattung, Domarringar, also (Richterringe) genannt. Der Domarring auf dem Gräberfeld von Blomsholm in Schweden hat einen Durchmesser von 33 m, die Stoplesteinane bei Eigersund im Rogaland Norwegen haben 21 m Durchmesser.
Einer der wenigen bedeutenden Steinkreise in Deutschland ist der Boitiner Steintanz in Mecklenburg-Vorpommern, der Steinkreis von Darmstadt ist dagegen nur durch die Heimatforschung untersucht. Die 12 Steinkreise von Odry in Polen und wikingerzeitliche Grabkreise gehören in die jüngste Gattung, sie stammen aus der Eisenzeit.

### Afrika und Asien

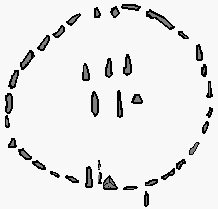
Steinkreis von Nabta-Playa in Afrika

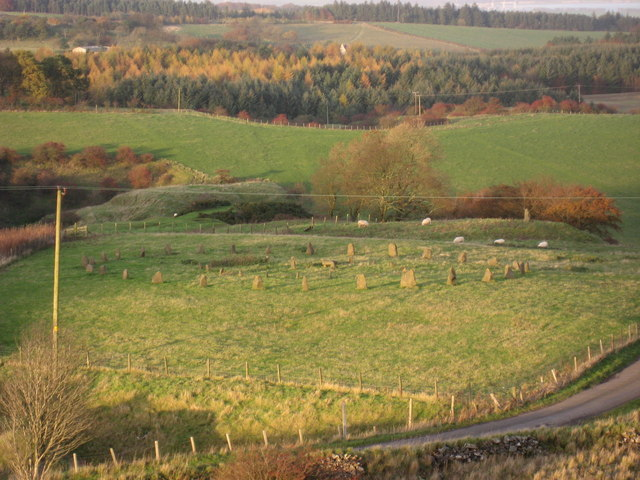
Moderner Steinkreis Knock stone circle, The Knock, Bathgate Hills

Unerforscht sind die prädynastischen Steinkreise von Nabta-Playa in der Sahara. Auch in den Berbergebieten im Süden Marokkos (z. B. bei Taouz) finden sich kleinere Steinkreise, die – über den Karawanenhandel – eine gewisse Verwandtschaft zu den nordafrikanischen Bazinas haben könnten, doch ist vieles bislang unerforscht. Im Senegal und in Gambia finden sich etwa 50 Senegambische Steinkreise. Im Norden Liberias wurde mindestens ein Exemplar entdeckt. Auch auf Malta (Brochtorff Circle), in Indien, Jordanien, Pakistan, Saudi-Arabien (Ai Ula), Syrien und in Kirgistan kommen Steinkreise vor.

### Amerika
In Stanstead in Quebec wurde ein Steinkreis als Erinnerung an die örtliche Granitindustrie errichtet.

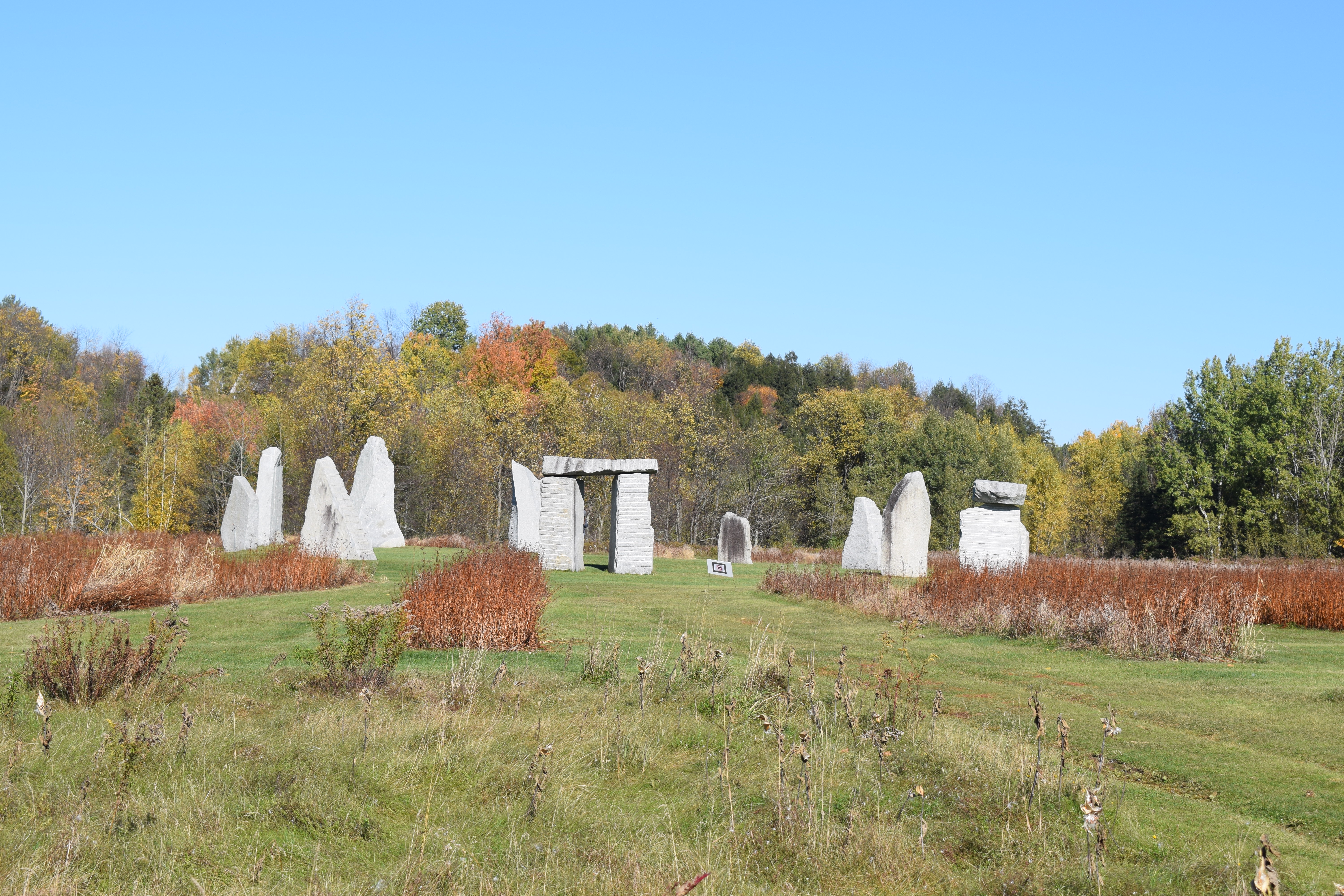
Steinkreis aus Granit in Stanstead, Quebec

## Funktion
Richard Bradley hat darauf hingewiesen, dass auf den Britischen Inseln fast alle Monumente, die zwischen 3000 und 1500 erbaut wurden, kreisförmig waren. Dies stimmt auch mit der Hausform seit der Grooved-Ware-Kultur überein. Im Gegensatz zu den meisten anderen Monumenten können Steinkreise jedoch von allen Seiten betreten werden.
In Skandinavien wurde vermutet, es handele sich bei den Steinkreisen um Thingplätze. Die Steine der Domarringar stellten demnach die Sitzplätze der Richter bzw. des Ausschusses dar. Mit Beginn des 19. Jahrhunderts wurde die Deutung als Grabstätten häufiger. Diese These wurde mit der Auffindung von Gräbern, die sich innerhalb der Ringe fanden, bestärkt (etwa auf Öland). In Skandinavien werden sie durch die Radiokohlenstoffdatierung frühbronzezeitlich bis vorwikingerzeitlich datiert.

## Moderne Nachbildungen

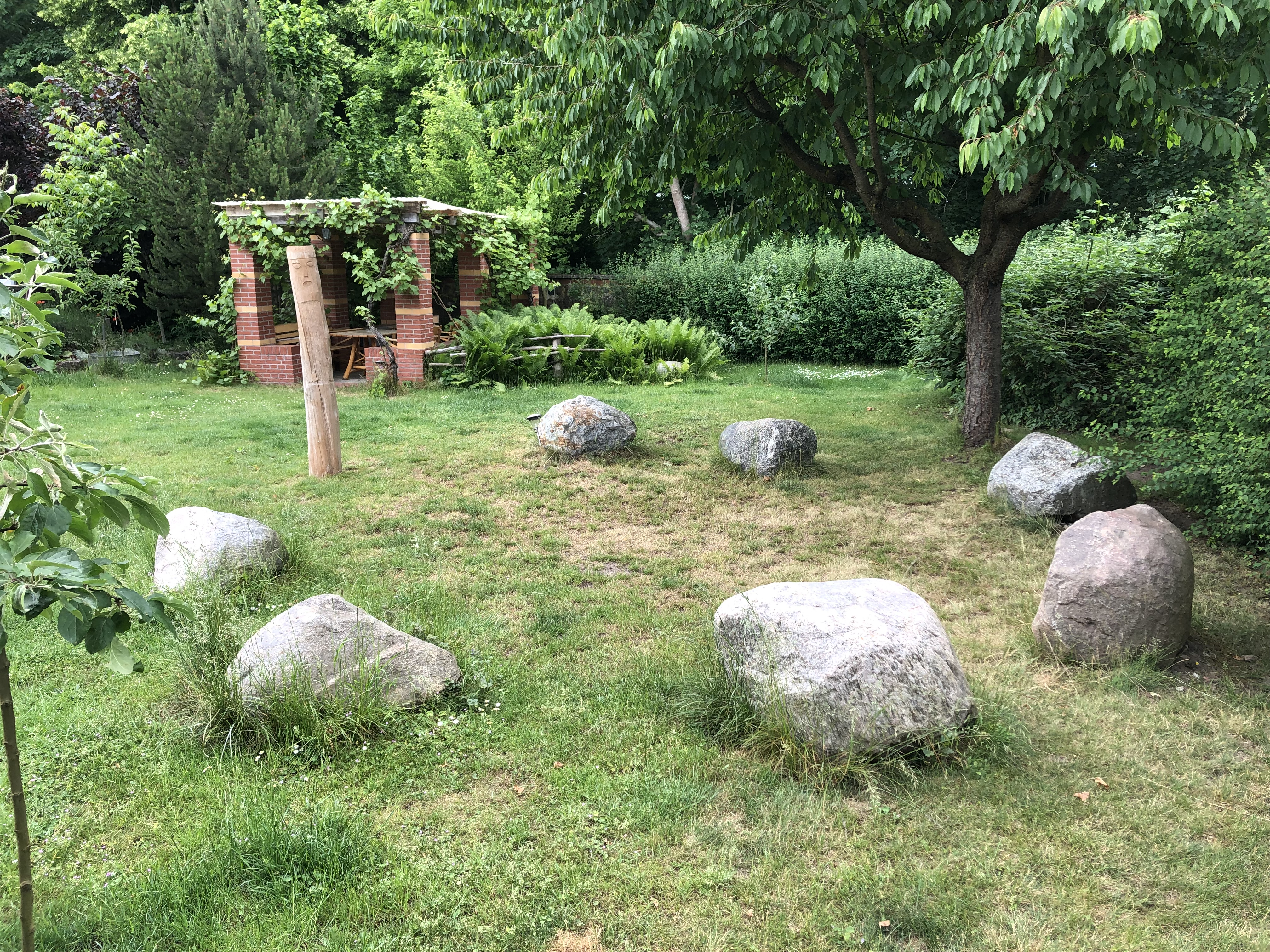
Steinkreis auf einem Grundstück in Rüdersdorf bei Berlin, im Jahr 2022 von Mitgliedern des Eldaring e. V. errichtet.

Ein Steinkreis in Knock in den Bathgate Hügeln, etwa drei Kilometer nordöstlich von Bathgate in West Lothian mit 50 in zwei konzentrischen Kreisen in einem Feld am Straßenrand angeordneten Steinen, wurde 1998 als Überraschung zum 50. Geburtstag für den Bauern von seinem Sohn gebaut. Er ist sicher das aufwendigste Beispiel moderner Kreise. Der Balquhidder und der Bealach Driseach am Loch Voil, beide in Schottland, gehören auch in diese Kategorie. In Deutschland wurde im Jahr 2022 ein Steinkreis auf einem Grundstück in der Brandenburger Gemeinde Rüdersdorf bei Berlin von Mitgliedern des Eldaring e. V. errichtet, die sich dort zu rituellen Feiern treffen. Dieser Steinkreis hat einen Innendurchmesser von 5,50 Meter und ist mit je einem Stein auf die 4 Himmelsrichtungen sowie zusätzlich mit je einem Stein auf den Sonnenaufgang zur Sommer- und Wintersonnenwende ausgerichtet. Der größte Stein misst an der längsten Stelle 1,30 Meter. Alle insgesamt 7 Steine sind Findlingssteine aus Granit.